# Greg Howard
Greg Howard (Washington D.C., 26 juli 1964 – Charlottesville (Virginia), 22 april 2023) was een Amerikaanse bespeler van de Chapman Stick. Oorspronkelijk speelde hij keyboards en saxofoon, maar in 1985 begon hij met het spelen van de stick. Door de jaren heen heeft hij over de hele wereld duizenden optredens verzorgd, inclusief in zijn eigen woonplaats Charlottesville (Virginia).
Hij is te horen op twee albums van de Dave Matthews Band: 'Remember Two Things' uit 1993 en 'Before These Crowded Streets' uit 1998 en hij heeft meegespeeld met verscheidene concerten van de Dave Matthews Band. Ook heeft hij samengewerkt met Dave Matthews Band-saxofonist LeRoi Moore.
In 1999 formeerde hij de Greg Howard Band met de Nederlandse artiesten Jan van Olffen, Jan Wolfkamp en Hubert Heeringa. Hun cd 'Lift' is uitgebracht in 2000. De CD werd opgenomen in Studio Giekerk door Marco Faasse. 
In zowel Noord-Amerika als Europa geeft Greg Howard les tijdens Stick-seminars en toont hij zich een enthousiast promotor voor de Chapman Stick en voor muziek in het algemeen. Hij heeft ook een boek met speelmethodieken voor de stick geschreven: ’The Stick Book, Volume One’, uitgegeven door Stick Enterprises in 1997.
Howard overleed op 58-jarige leeftijd  aan alvleesklierkanker

## Instrumentarium

### Chapman Stick
- Rosewood 10-string (1995)
  - Standard SE pickup
  - Baritone Melody/Standard Bass tuning
- Paduak 12-string (2000)
  - Block Enterprises pickup
  - Matched Reciprocal tuning

### Effecten
- Lexicon MPX-G2 (Stick melody)
- Rane SP-13 (pre-amp melody, mix all)
- TC Electronics Fireworx (Stick bass)
- Boss VF-1/Boss SE-70 (bass/melody)
- SWR SM-400 (preamp bass, power all)

### Pedalen
- double switch voor Fireworx
- volumepedaal voor de baszijde (Fireworx)
- Lexicon MPX-R1
- Shape Shifter(TM) (MIDI pressure pad)
- Boss FC-50 MIDI control voor SE-70
- twee on/off switches voor SE-70
- volumepedaal voor de melodiezijde (SE-70)
- expressiepedaal voor Fireworx

## Discografie
- Ether Ore (2005); live sonic expeditions on The Chapman Stick
- Sticks and Stones: a collection of spontaneous improvisations (2001); Greg Howards eerste opname in ’87 uitgebracht op cassette. Improvisaties met Tim Reynolds op elektrische gitaar.
- Lift (2000); debuut-cd met de nieuwe Greg Howard Band
- Water on the Moon (1998); uur durend live soloimprovisatie op Stick
- Sol (1997); Greg Howard leidt een groep jazzmuzikanten uit Charlottesville op acht latin en Spaans-beïnvloede instrumentals, met o.a. Tim Reynolds, John D’earth, Darell Rose
- Sticks and Stones, Transmigration (1996); jam van Tim Reynolds en Greg Howard op diverse instrumenten
- Code Magenta (1995); ‘Groove Poetry’ met vocalist Dawn Thompson en saxofonist LeRoi Moore
- Shapes (1994); duetten en trio’s op drums, percussie, gitaar, trompet. Jazz, Beatles, etc.
- Stick Figures (1993); 12 solo Stick composities